# North Courtland (Alabama)
North Courtland é uma cidade  localizada no estado americano do Alabama, no Condado de Lawrence.

## Demografia
Segundo o censo americano de 2000, a sua população era de 799 habitantes.
Em 2006, foi estimada uma população de 795, um decréscimo de 4 (-0.5%).

## Geografia
De acordo com o United States Census Bureau, a localidade tem uma área de 1,3 km², sem área coberta por água.

## Localidades na vizinhança
O diagrama seguinte representa as localidades num raio de 24 km ao redor de North Courtland.